# ليس باسمنا
كانت منظمة «ليست بإسمنا» منظمة أمريكية تأسست في 23مارس2002 للاحتجاج على مسار حكومة الولايات المتحدة في أعقاب هجمات11سبتمبر / أيلول2001 تم حلها في 31مارس2008.

## وثيقتان رئيسيتان
في وقت مبكر من وجودها، أصدرت منظمة ليس بإسمنا وثيقتين «تعهد المقاومة» و «بيان الضمير» يعتقد أعضاء منظمة ليس باسمنا أنها توفر التركيز والتعبير للحركة الأمريكية المناهضة للحرب.

### تعهد المقاومة
كتب التعهد ستارهوك وشاول وليامز، بأسلوب الشعر الحر، بداية:
نحن نؤمن بذلك كأشخاص يعيشون

في الولايات المتحدة هو لنامسؤولية مقاومة الظلم قامت به حكومتنا، بأسمائناليس بإسمنا هل ستشن حربا لا نهاية لها
وختامًا
عالم آخر ممكن نتعهد بجعلها حقيقة.
ويتعارض التعهد مع ما وصفه بـ "الحرب التي لا نهاية لها"، و " نقل الدم مقابل النفط "، وغزو الدول الأجنبية، وقصف المدنيين، وقتل الأطفال. ويستمر الأمر، "ليس باسمنا/هل ستقوض الحريات ذاتها/التي زعمت أنك تقاتل من أجلها." وتتهم إدارة بوش ضمنيًا بأنها تعتبر "شعوبًا أو دولًا بأكملها" على أنها "شريرة" وتعهد، من بين أمور أخرى، بالتحالف مع أولئك/الذين تعرضوا للهجوم/للتعبير عن معارضتهم للحرب/أو من أجل دينهم أو العرق ".
تم إصدار ليس في اسمي في مايو 2003 بواسطة شاول وليامز بمساعدة دي جي عصبي ودي جي جوو وكولد كت.

### «بيان الضمير»

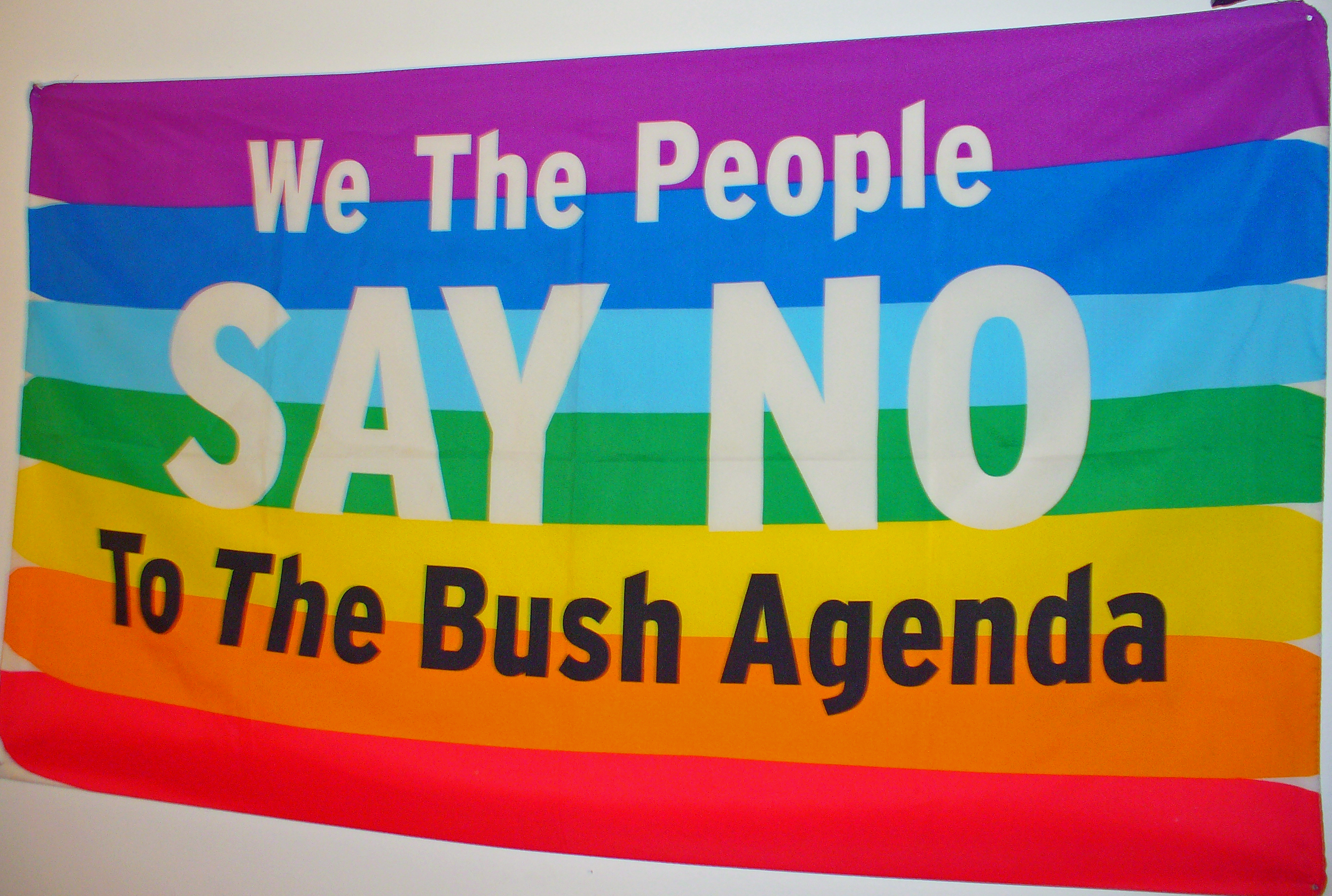
أصبحت هذه الأعلام رمزًا دوليًا للتضامن مع هذا البيان

«بيان الضمير» الصادر عن منظمة ليس باسمنا، الذي تمت صياغته في ربيع2002، يسرد أولاً سلسلة من الانتقادات لإدارة بوش و (ثانيًا)الكونغرس الأمريكي ويدعو شعب الولايات المتحدة «... إلى مقاومة السياسات والتوجه السياسي العام الذي ظهرت منذ 11سبتمبر2001 وتشكل مخاطر جسيمة على شعوب العالم».
ومن بين المبادئ المحددة التي دعا إليها البيان حق تقرير المصير للشعوب والأمم وأهمية الإجراءات القانونية الواجبة والمعارضة. ويعبر البيان عن «الصدمة» من «الأحداث المروعة التي وقعت في 11سبتمبر (أيلول)2001»، لكنه يستحضر «مشاهد مماثلة في بغداد وبنما سيتي وفيتنام منذ جيل مضى»، ويصف العراق بأنه «بلد لا علاقة له بالبلاد». رعب11سبتمبر، واستنكر «روح الانتقام» للإدارة و «النص التبسيطي لـ» الخير مقابل الشر«: لنفسها ولحلفائها الحق في القضاء على القوة العسكرية في أي مكان وزمان».
في إشارة إلى معاملة الحكومة الأمريكية للمهاجرين في أعقاب 11 سبتمبر، يتهم البيان الحكومة الأمريكية بخلق «فئتين من الناس: أولئك الذين وُعد لهم على الأقل بالحقوق الأساسية للنظام القانوني الأمريكي، وأولئك الذين يبدو الآن على ما يبدو.ليس لديهم أي حقوق على الإطلاق»، ويثير«معسكرات الاعتقال سيئة السمعة للأمريكيين اليابانيين في الحرب العالمية الثانية».
احتجاجا على «ظلال من القمع» والإشارة على وجه التحديد إلى قانون الوطني الأمريكي باعتباره رمزًا لذلك القمع، واتهمت السلطة التنفيذية باغتصاب «أدوار ومهام الفروع الأخرى للحكومة»، وتابعت: «يجب أن نتخذ أعلى المعايير ضباط الأرض بجدية عندما يتحدثون عن حرب ستستمر جيلاً وعندما يتحدثون عن نظام محلي جديد. إننا نواجه سياسة إمبريالية جديدة تجاه العالم وسياسة داخلية تصنع وتتلاعب بالخوف لتقليص الحقوق».
منظمة ليس بإسمنا تحث حركة مقاومة: «أعلن الرئيس بوش:» إما أن تكون معنا أو ضدنا«. إليكم إجابتنا: نحن نرفض السماح لك بالتحدث نيابة عن كل الشعب الأمريكي. نحن نرفض أن نكون طرفًا في هذه الحروب وننكر أي استنتاج بأنها تُشن باسمنا أو من أجل مصلحتنا» إنه يشير إلى الإلهام«جنود الاحتياط الإسرائيليون الذين، في مخاطرة شخصية كبيرة، يعلنون» وجود الدولة الإسلامية حدًا«ويرفضون الخدمة في احتلال الضفة الغربية وغزة»، ودعاة إلغاء عقوبة الإعدام، و«أولئك الذين تحدوا حرب فيتنام» ويخلصون إلى«سنقاوم آلة الحرب والقمع وحشد الآخرين لبذل كل ما في وسعهم لوقفها».
يسرد موقع الويب الخاص بـ منظمة ليس باسمنا مجموعة واسعة من الموقعين على التعهد، ولا يُدرج سوى أولئك الذين وقعوا قبل 17يوليو2002. من بين هؤلاء:
| - جيمس أبو رزق، عضو مجلس الشيوخ الأمريكي الأسبق - دكتور باتش آدمز - روبرت التمان، مخرج الفيلم - لوري أندرسون، فنان الأداء - جون بيري بارلو، الشريك المؤسس، مؤسسة الحدود الإلكترونية - ميديا بنيامين - نعوم تشومسكي - ديباك شوبرا - رامسي كلارك، المدعي العام الأمريكي السابق ومؤسس تحالف الإجابة - جون كوزاك، ممثل - أنجيلا ديفيس - اوسي ديفيس - زاك دي لا روشا، عن فيلم ريج أغينست ذا ماشين - روبي دي - موس ديف - آني ديفرانكو - ديان دي بريما - برناردين دورن - مايكل اريك دايسون - ستيف ايرل - باربرا إرينريتش - دانيال السبرغ - بريان إينو - حواء انسلر - لورانس فيرلينجيتي - ثلاثة وخمسون من كهنة وإخوة مارينول - جين فوندا - مايكل فرانتي، من سبيرهيد - تيري جيليام - توم هايدن - القس. جيسي جاكسون - موميا أبو جمال - فريدريك جيمسون - جيم جارموش - تشالمرز جونسون، مؤلف كتاب بلوبك - كيسي قاسم - باربرا كينجسولفر - يوري كوتشياما - توني كوشنر - سبايك لي | - الحاخام مايكل ليرنر، محرر تیکن - فيل ليش، - جيم مكديرموت، ممثل الولايات المتحدة - سينثيا ماكيني، ممثلة الولايات المتحدة - ديفيد ماكرينولدز - WS ميروين - توني موريسون - والتر موسلي - أوديتا - كلايس أولدنبورغ - أوزوماتلي - جريس بالي - مايكل بارنتي - هارولد برينس - بوني رايت - أدريان ريتش - ادوارد سعيد - لوسي سانتي - سوزان ساراندون - جون سايلز - بيت سيجر - توشي سيجر - فرانك سيربيكو - ريتشارد سيرا - القس. آل شاربتون - والاس شون - مارتن شين - راسل سيمونز - فن شبيجلمان - غلوريا ستاينم - أوليفر ستون - وليام وروز ستايرون - ترصيع Terkel - جور فيدال - كورت فونيغوت - أليس ووكر - مرق مائج - كورنيل ويست - هوارد زين |

## 2005 بيان الضمير
أصدرت منظمة ليس باسمنا بيانًا محدثًا للضمير في كانون الثاني (يناير)2005، أعربت فيه عن المعارضة بمناسبة إعادة تنصيب جورج دبليو بوش كرئيس للولايات المتحدة.

## شعارات
تستخدم الجماعة في خطابها العبارات التالية:
- ليس بإرادتنا
- ليس باسمنا
- ليس بقلوبنا
- أقول لا لأجندة بوش
- لا حرب على العالم
- لا قيود الدولة البوليسية
- لا اعتقالات واعتقالات

## الخلافات

### دور في الحركة المناهضة للحرب
يتمثل أحد أوجه التشابه الجزئي في تأسيس «ليس في اسمنا» (NION) في تأسيس التحالف المناهض للحرب «الإجابة». تأسست الإجابة في 14سبتمبر2001، عشية الغزو الأمريكي لأفغانستان، إلى حد كبير من قبل أعضاء حزب العمال العالمي (WWP). تأسست منظمة ليس باسمنا في 23مارس 2002، إلى حد كبير من قبل أعضاء الحزب الشيوعي الثوري (RCP)، الذي لا يزال يحتل مكانة بارزة بين قياداته. (في عام2005، بعد أربع سنوات من تأسيسه، أصبح حزب الاشتراكية والتحرير، وهو فرع من حزب العمال العالمي، له تأثير أكثر بروزًا من حزب حزب العمال العالمي في قيادة تحالف الإجابة.)
ومع ذلك، على عكس تحالف الإجابة، فإن منظمة ليس باسمنا لديها مجموعة واسعة من المؤيدين وتعتبر بشكل عام مشاركًا تعاونيًا في الحركة الأوسع المناهضة للحرب.مقال نشر في تشرين الأول (أكتوبر)2002 بقلم مايكل ألبرت وستيفن آر شالوم في مجلة <i id="mwASU">ضد</i> يعتبر نموذجيًا بين تعبيرات النقاد المناهضين للحرب للحزب الشيوعي الثوري، على الرغم من أصوله، فإن ليس في اسمنا هي مشارك تعاوني في الحركة. بعد انتقاد الحزب الشيوعي الثوري لشغل مناصب مختلفة يجدها ألبرت وشالوم بغيضة، يكتبان بعد ذلك، "على الرغم من هذه الآراء، إلا أن الحزب الشيوعي الثوري لا تدفع مواقفها المحددة بشأن منظمة ليس باسمنا إلى الدرجة التي تفعلها مركز العمل الدولي في تحالف الإجابة. على سبيل المثال، بينما يقدم موقع تحالف الإجابة أشياء مثل  وينعكس هذا في مجموعة كبيرة من الموقعين على "بيان الضمير".
كما أن منظمة ليس باسمنا هي نفسها الآن عضو في تحالف أوسع متحدون من أجل السلام والعدالة، والذي تأسس في أكتوبر2002(بعد عام من الإجابة) من قبل أفراد ومجموعات تسعى إلى كبح تأثير تحالف الإجابة في الحركة المناهضة للحرب.
جاء مثال على استعداد منظمة ليس باسمنا للتعاون عندما أجلوا وقفهم الوطني ضد الحرب ليتزامن مع إضراب الطلاب في 5مارس2003 بعنوان «كتب لا قنابل» دعا إليه التحالف الوطني للشباب والطلاب من أجل السلام.

### تبرع من لاري فلينت
في عام2004، نشر روبرت كورسيني، منظم «ليس في اسمنا»، دعم المصور الإباحي المتشدد لاري فلينت لإحدى حملاتهم.

## أسلاف الاسم
قبل تأسيس «ليس في اسمنا»، استخدمت مجموعات أخرى مناهضة للحرب الاسم، بما في ذلك مجموعة من العائلات التي كانت ضحايا هجوم 11سبتمبر على مركز التجارة العالمي وشباب يهود احتجوا على سياسات إسرائيل في الأراضي الفلسطينية. «ليس باسمنا» هو أيضًا شعار يستخدمه تحالف أوقفوا الحرب في المملكة المتحدة.وكانت عبارة «ليس باسمنا» بمثابة حملة عريضة يوقعها المسلمون من قبل مجلس العلاقات الإسلامية الأمريكية، ويقولون فيها إنه «ليس باسم المسلمين» أن زعماء الإرهاب مثل أسامة بن لادن وحنبلي يطرحون هذه المزاعم.

## روابط خارجية
- ليس باسمنا المملكة المتحدة - مع إشارة خاصة إلى عمليات تغيير نظام الناتو ضد سوريا
- ليس في اسمنا أستراليا نسخة محفوظة 23 ديسمبر 2006 على موقع واي باك مشين.

### جدل «صخب اليسار»
- أورا بوجادو، "Hustling the Left" ZNet نسخة محفوظة 14 أكتوبر 2007 على موقع واي باك مشين. 5 يونيو 2005
- سوزي برايت، «رد على أورا بوجادو» ZNet 9 يونيو 2005
- Aura Bogado، "Reply to Susie Bright" نسخة محفوظة 2007-09-29 على موقع واي باك مشين. ... ZNet 14 يونيو 2005
- «إلى Aura، اعتذار متأخر» نسخة محفوظة 2007-09-29 على موقع واي باك مشين. اللجنة التوجيهية الوطنية ليست باسمنا، ZNet 17 يونيو 2005
- روبرت كورسيني وبروس ديفيد، «اشتعلت في مرمى النيران» مفكرة مراسل LarryFlynt.com، أغسطس 2005
- بروس ديفيد، "Femi-Nazi Wars Episode VI: Attack of the Z Ray" LarryFlynt.com Reporter's Notebook
- Nikki Craft، Hustling the Left website (تم إنشاء الموقع بواسطة Nikki Craft لتسليط الضوء على القضايا التي أثارتها مقالة Bogado ؛ لم يتم إنشاؤها بواسطة Aura Bogado بنفسها).